# Academia de arquitectura de Berlín

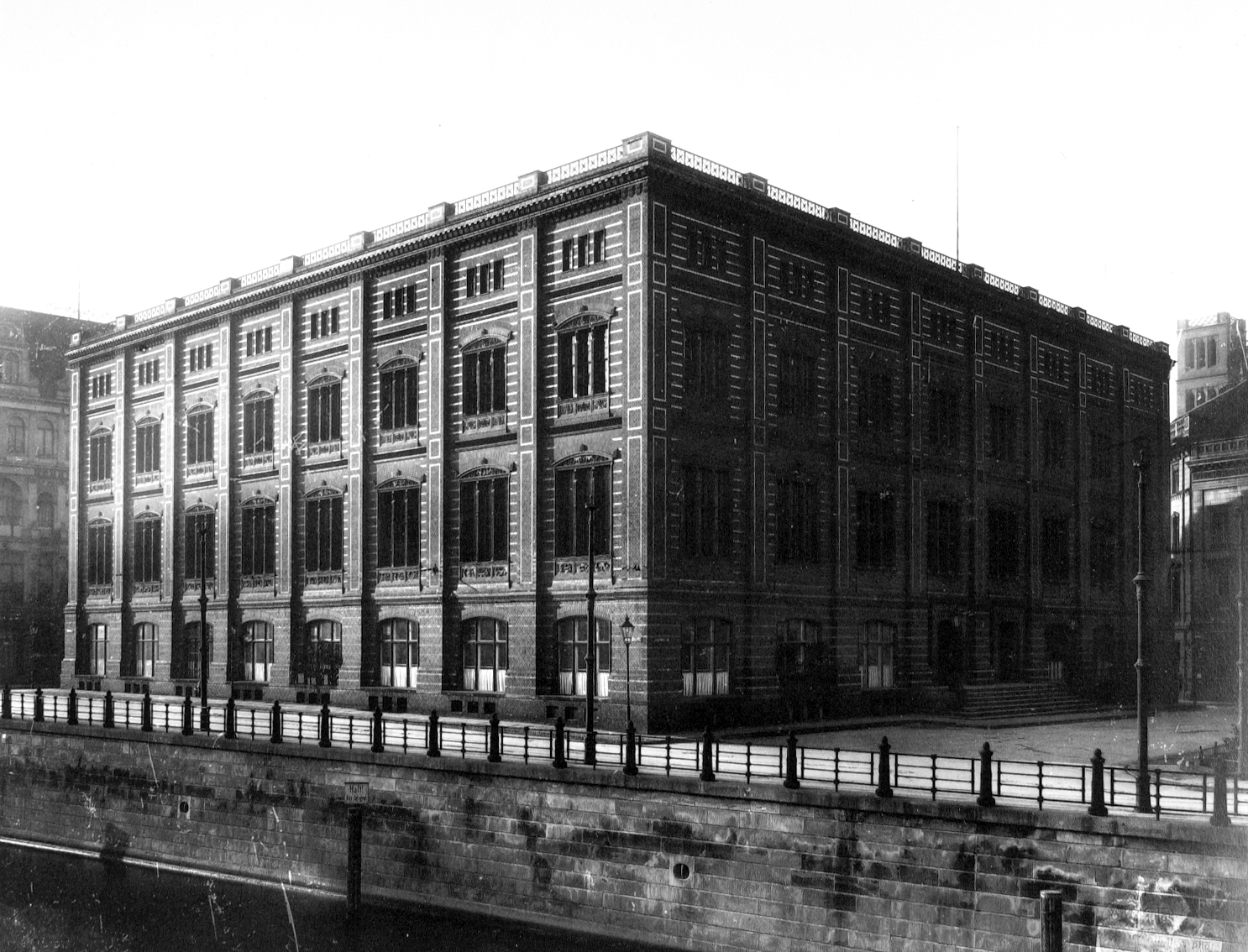
Foto de 1905.

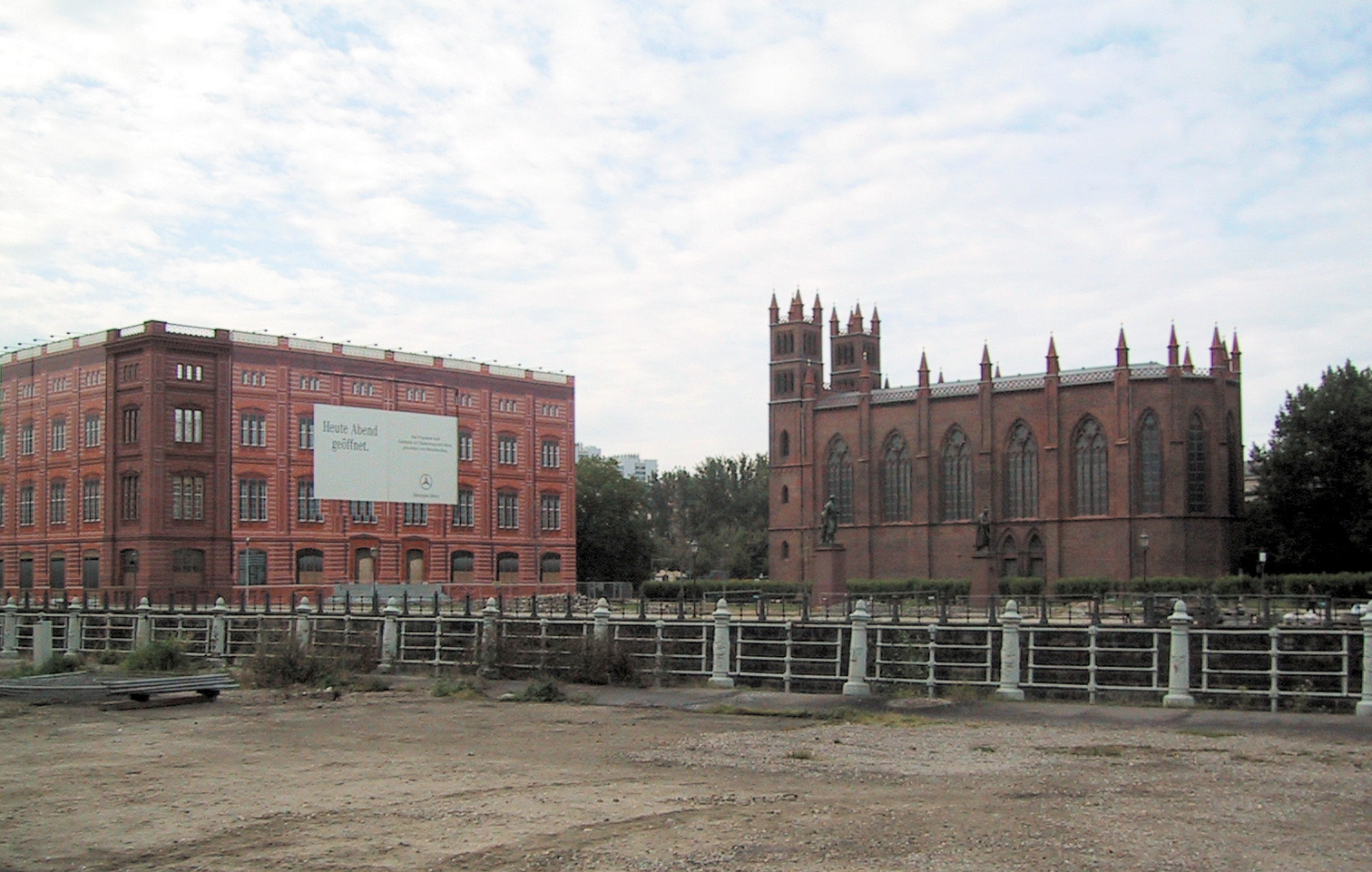
Solar donde se levantara nuevamente la Academia de arquitectura de Berlín (octubre de 2004).

Academia de arquitectura de Berlín (en alemán "Berliner Bauakademie"), obra emblemática del arquitecto Friedrich Schinkel. El edificio fue diseñado por orden del Rey de Prusia.

## Historia
Ejecutado entre 1831 y 1836 en Berlín la capital de Alemania, es considerado como uno de los edificios precursores de la arquitectura moderna en Europa debido a la novedosa utilización del ladrillo y a su fachada racionalista. Destacaba también por su innovadora estructura metálica que le permitió alcanzar varios niveles de altura.
Dañada por los bombardeos aliados sobre Berlín durante la Segunda Guerra Mundial, la Bauakademie fue parcialmente reconstruida. En 1962 el edificio fue totalmente demolido para construir lo que sería el Ministerio de Asuntos Exteriores del gobierno de la República Democrática Alemana (RDA).
En 1995 el Ministerio de Asuntos Exteriores de la RDA fue derribado con el objeto de reconstruir lo que fue el Werderscher Markt. En este proyecto, ya parcialmente realizado, está prevista la reconstrucción de la Bauakademie en su emplazamiento original cerca de la Iglesia de Friedrichswerder que sobrevivió a la guerra. Al otro lado del río Spree se está actualmente reconstruyendo también el Palacio Real de Berlín.